# Daniele Galloppa
Daniele Galloppa (Roma, 15 maggio 1985) è un allenatore di calcio ed ex calciatore italiano, di ruolo centrocampista, tecnico della Primavera della Fiorentina.

## Caratteristiche tecniche
Interno di centrocampo, in grado di svolgere entrambe le fasi di gioco. Mancino di piede, si distingue per tecnica, grinta e visione di gioco. In passato è stato utilizzato nel ruolo di esterno alto.
La sua carriera è stata spesso costellata da infortuni.

## Carriera

### Club
Inizia a giocare a calcio all'età di 5 anni nel Tor dé Cenci, quartiere dove abitava da piccolo con i genitori. A nove anni viene tesserato dalla Roma.
Il 9 luglio 2004 passa in prestito alla Triestina, in Serie B. Esordisce tra i professionisti il 2 ottobre 2004 in Arezzo-Triestina (1-2), subentrando al 61' al posto di Marco Rigoni. Conclude l'annata con 24 presenze.
Il 25 luglio 2005 le due società si accordano per il rinnovo del prestito. Mette a segno la sua prima rete in carriera il 29 aprile 2006 contro il Crotone.
Il 17 agosto 2006 passa in prestito con diritto di riscatto all'Ascoli. Esordisce in Serie A il 17 settembre 2006 contro il Messina, subentrando al 27' della ripresa al posto di Fabio Pecchia.
Il 30 gennaio 2007 passa in prestito al Siena. Il 6 luglio le due società si accordano per la cessione in comproprietà del giocatore. Mette a segno la sua prima rete in massima serie il 7 ottobre 2007 in Siena-Empoli (3-0). Il 26 giugno 2008 la comproprietà viene risolta a favore della società toscana.
Il 26 giugno 2009 passa in comproprietà Parma. Esordisce con i ducali il 23 agosto contro l'Udinese (2-2 il finale). Viene sostituito al 70' da Zenoni. Il 25 giugno 2010 le due società si accordano per il rinnovo della compartecipazione.
Il 10 agosto 2010 rimedia un trauma distorsivo al ginocchio sinistro nel corso dell'amichevole precampionato disputata contro lo Shakhtar Donetsk. Torna in campo il 22 gennaio 2011 in Parma-Catania (2-0), rilevando Crespo al 43' della ripresa.
Il 21 ottobre 2012 in Parma-Sampdoria è costretto a lasciare il terreno di gioco in anticipo per infortunio. Gli esami nei giorni successivi rilevano una lesione al legamento crociato anteriore del ginocchio sinistro, lo stesso operato in precedenza. Ripresosi dall'infortunio, prende parte alla preparazione atletica insieme al resto della squadra.
Il 31 luglio si procura la lesione del legamento crociato anteriore del ginocchio destro durante un'amichevole con il Marsiglia. Viene operato il 19 agosto.
Rimasto senza contratto a causa del fallimento della società ducale, l'8 settembre 2015 viene tesserato a parametro zero dal Modena legandosi ai gialloblu per mezzo di un contratto annuale con opzione per il secondo anno.
Il 7 febbraio 2016 subisce l'ennesimo - il quarto in cinque stagioni - infortunio, rompendosi il legamento crociato anteriore del ginocchio destro.
Rimasto senza contratto, ad inizio 2016 si allena da svincolato con la prima squadra della Cremonese. Nel 2017 viene prestato alla Carrarese.

### Nazionale
Ha giocato per tutte le selezioni giovanili azzurre. Il 5 giugno 2005 Paolo Berrettini lo inserisce nella lista dei convocati che prenderanno parte al Mondiale Under-20, disputato in Olanda.
Il 7 ottobre 2005 esordisce con l'Under-21 in occasione della sfida vinta 1-0 contro la Slovenia, partita valida per le qualificazioni agli Europei Under-21 2006. Nel 2008 vince il Torneo di Tolone con la selezione olimpica.
Il 6 giugno 2009 - a 24 anni - esordisce con la Nazionale maggiore, subentrando al 29' della ripresa al posto di Gaetano D'Agostino nel corso dell'amichevole disputata a Pisa contro Irlanda del Nord. Il 18 novembre ottiene la sua seconda presenza contro la Svezia.

### Allenatore
Una volta appesi gli scarpini al muro nel 2018, inizia la carriera da allenatore sulla panchina del Santarcangelo, neo-retrocesso dalla Serie C. Durante la sua avventura in Serie D, la sua squadra arriva terzultima in classifica in Serie D nel girone F, retrocedendo dopo aver perso i play-out contro l'Avezzano.  Nel settembre del 2019 ottiene la licenza di allenatore UEFA A dopo aver frequentato il corso di Coverciano.
Nella stagione 2019/20 allena l’Under-17 della Vis Pesaro e l’anno seguente passa all’Under-17 della Fiorentina. L'11 luglio 2023 viene promosso tecnico della formazione Primavera viola al posto di Alberto Aquilani; nel 2023-2024 ottiene la salvezza mentre nella stagione seguente perde la finale scudetto contro l'Inter.

## Statistiche

### Presenze e reti nei club
Statistiche aggiornate al 6 maggio 2017.
| Stagione         | Squadra          | Campionato       | Campionato | Campionato | Coppe nazionali | Coppe nazionali | Coppe nazionali | Coppe continentali | Coppe continentali | Coppe continentali | Altre coppe | Altre coppe | Altre coppe | Totale | Totale |
| Stagione         | Squadra          | Comp             | Pres       | Reti       | Comp            | Pres            | Reti            | Comp               | Pres               | Reti               | Comp        | Pres        | Reti        | Pres   | Reti   |
| ---------------- | ---------------- | ---------------- | ---------- | ---------- | --------------- | --------------- | --------------- | ------------------ | ------------------ | ------------------ | ----------- | ----------- | ----------- | ------ | ------ |
| 2004-2005        | Triestina        | B                | 24         | 0          | CI              | 3               | 0               | -                  | -                  | -                  | -           | -           | -           | 27     | 0      |
| 2005-2006        | Triestina        | B                | 32         | 1          | CI              | 1               | 0               | -                  | -                  | -                  | -           | -           | -           | 33     | 1      |
| Totale Triestina | Totale Triestina | Totale Triestina | 56         | 1          |                 | 4               | 0               |                    | -                  | -                  |             | -           | -           | 60     | 0      |
| 2006-gen. 2007   | Ascoli           | A                | 13         | 0          | CI              | 0               | 0               | -                  | -                  | -                  | -           | -           | -           | 13     | 0      |
| gen.-giu. 2007   | Siena            | A                | 10         | 0          | CI              | -               | -               | -                  | -                  | -                  | -           | -           | -           | 10     | 0      |
| 2007-2008        | Siena            | A                | 30         | 2          | CI              | 1               | 0               | -                  | -                  | -                  | -           | -           | -           | 31     | 2      |
| 2008-2009        | Siena            | A                | 36         | 1          | CI              | 1               | 0               | -                  | -                  | -                  | -           | -           | -           | 37     | 1      |
| Totale Siena     | Totale Siena     | Totale Siena     | 76         | 3          |                 | 2               | 0               |                    | -                  | -                  |             | -           | -           | 78     | 3      |
| 2009-2010        | Parma            | A                | 34         | 2          | CI              | 1               | 0               | -                  | -                  | -                  | -           | -           | -           | 35     | 2      |
| 2010-2011        | Parma            | A                | 11         | 0          | CI              | 1               | 0               | -                  | -                  | -                  | -           | -           | -           | 12     | 0      |
| 2011-2012        | Parma            | A                | 30         | 1          | CI              | 1               | 0               | -                  | -                  | -                  | -           | -           | -           | 31     | 1      |
| 2012-2013        | Parma            | A                | 12         | 1          | CI              | 0               | 0               | -                  | -                  | -                  | -           | -           | -           | 12     | 1      |
| 2013-2014        | Parma            | A                | 1          | 0          | CI              | 0               | 0               | -                  | -                  | -                  | -           | -           | -           | 1      | 0      |
| 2014-2015        | Parma            | A                | 17         | 0          | CI              | 2               | 0               | -                  | -                  | -                  | -           | -           | -           | 19     | 0      |
| Totale Parma     | Totale Parma     | Totale Parma     | 105        | 4          |                 | 5               | 0               |                    | -                  | -                  |             | -           | -           | 110    | 4      |
| 2015-2016        | Modena           | B                | 15         | 1          | CI              | -               | -               | -                  | -                  | -                  | -           | -           | -           | 15     | 1      |
| 2016-2017        | Carrarese        | LP               | 11         | 0          | CI+CI-LP        | -               | -               | -                  | -                  | -                  | -           | -           | -           | 11     | 0      |
| Totale carriera  | Totale carriera  | Totale carriera  | 276        | 9          |                 | 11              | 0               |                    | -                  | -                  |             | -           | -           | 287    | 9      |

### Cronologia presenze e reti in nazionale
| Cronologia completa delle presenze e delle reti in nazionale ― Italia | Cronologia completa delle presenze e delle reti in nazionale ― Italia | Cronologia completa delle presenze e delle reti in nazionale ― Italia | Cronologia completa delle presenze e delle reti in nazionale ― Italia | Cronologia completa delle presenze e delle reti in nazionale ― Italia | Cronologia completa delle presenze e delle reti in nazionale ― Italia | Cronologia completa delle presenze e delle reti in nazionale ― Italia | Cronologia completa delle presenze e delle reti in nazionale ― Italia |
| Data                                                                  | Città                                                                 | In casa                                                               | Risultato                                                             | Ospiti                                                                | Competizione                                                          | Reti                                                                  | Note                                                                  |
| --------------------------------------------------------------------- | --------------------------------------------------------------------- | --------------------------------------------------------------------- | --------------------------------------------------------------------- | --------------------------------------------------------------------- | --------------------------------------------------------------------- | --------------------------------------------------------------------- | --------------------------------------------------------------------- |
| 6-6-2009                                                              | Pisa                                                                  | Italia                                                                | 3 – 0                                                                 | Irlanda del Nord                                                      | Amichevole                                                            | -                                                                     | 74’                                                                   |
| 18-11-2009                                                            | Cesena                                                                | Italia                                                                | 1 – 0                                                                 | Svezia                                                                | Amichevole                                                            | -                                                                     | 46’ 90’                                                               |
| Totale                                                                |                                                                       | Presenze                                                              | 2                                                                     |                                                                       | Reti                                                                  | 0                                                                     |                                                                       |

| Cronologia completa delle presenze e delle reti in nazionale ― Italia olimpica | Cronologia completa delle presenze e delle reti in nazionale ― Italia olimpica | Cronologia completa delle presenze e delle reti in nazionale ― Italia olimpica | Cronologia completa delle presenze e delle reti in nazionale ― Italia olimpica | Cronologia completa delle presenze e delle reti in nazionale ― Italia olimpica | Cronologia completa delle presenze e delle reti in nazionale ― Italia olimpica | Cronologia completa delle presenze e delle reti in nazionale ― Italia olimpica | Cronologia completa delle presenze e delle reti in nazionale ― Italia olimpica |
| Data                                                                           | Città                                                                          | In casa                                                                        | Risultato                                                                      | Ospiti                                                                         | Competizione                                                                   | Reti                                                                           | Note                                                                           |
| ------------------------------------------------------------------------------ | ------------------------------------------------------------------------------ | ------------------------------------------------------------------------------ | ------------------------------------------------------------------------------ | ------------------------------------------------------------------------------ | ------------------------------------------------------------------------------ | ------------------------------------------------------------------------------ | ------------------------------------------------------------------------------ |
| 21-5-2008                                                                      | Tolone                                                                         | Costa d'Avorio olimpica                                                        | 0 – 2                                                                          | Italia olimpica                                                                | Torneo di Tolone 2008 - 1º turno                                               | -                                                                              | 72’                                                                            |
| 25-5-2008                                                                      | Tolone                                                                         | Italia olimpica                                                                | 2 – 0                                                                          | Stati Uniti olimpica                                                           | Torneo di Tolone 2008 - 1º turno                                               | -                                                                              |                                                                                |
| 29-5-2008                                                                      | Tolone                                                                         | Cile under 23                                                                  | 0 – 1                                                                          | Italia olimpica                                                                | Torneo di Tolone 2008 - Finale                                                 | -                                                                              | 57’                                                                            |
| Totale                                                                         |                                                                                | Presenze                                                                       | 3                                                                              |                                                                                | Reti                                                                           | 0                                                                              |                                                                                |

### Statistiche da allenatore
Statistiche aggiornate al 30 giugno 2019.
| Stagione        | Squadra         | Campionato      | Campionato | Campionato | Campionato | Campionato | Coppe nazionali | Coppe nazionali | Coppe nazionali | Coppe nazionali | Coppe nazionali | Coppe continentali | Coppe continentali | Coppe continentali | Coppe continentali | Coppe continentali | Altre coppe | Altre coppe | Altre coppe | Altre coppe | Altre coppe | Totale | Totale | Totale | Totale | % Vittorie | Piazzamento |
| Stagione        | Squadra         | Comp            | G          | V          | N          | P          | Comp            | G               | V               | N               | P               | Comp               | G                  | V                  | N                  | P                  | Comp        | G           | V           | N           | P           | G      | V      | N      | P      | %          | Piazzamento |
| --------------- | --------------- | --------------- | ---------- | ---------- | ---------- | ---------- | --------------- | --------------- | --------------- | --------------- | --------------- | ------------------ | ------------------ | ------------------ | ------------------ | ------------------ | ----------- | ----------- | ----------- | ----------- | ----------- | ------ | ------ | ------ | ------ | ---------- | ----------- |
| 2018-2019       | Santarcangelo   | D               | 38+1       | 8          | 13         | 17+1       | CI-D            | 1               | 0               | 0               | 1               | -                  | -                  | -                  | -                  | -                  | -           | -           | -           | -           | -           | 40     | 8      | 13     | 19     | 20,00      | 18º (retr.) |
| Totale carriera | Totale carriera | Totale carriera | 39         | 8          | 13         | 18         |                 | 1               | 0               | 0               | 1               |                    | -                  | -                  | -                  | -                  |             | -           | -           | -           | -           | 40     | 8      | 13     | 19     | 20,00      |             |

## Palmarès

### Nazionale
- Torneo di Tolone: 1

2008

### Allenatore

#### Competizioni giovanili
- Coppa Italia Primavera: 1

Fiorentina: 2023-2024